# Louis Valentin Goëzman de Thurn
Louis-Valentin Goëzman de Thurn, connu sous le nom de Goëzman, est un juriste et agent diplomatique français, né à Landser (Alsace) le 16 septembre 1729 et décédé à Paris le 27 juillet 1794. On trouve aussi Goesman, Goetsmann, Goetzmann, Götsmann.

## Biographie
Fils de Georges Adam Goëzman, bailli de Landser, et de Marie-Anne Poirot, il est issu d'une ancienne famille originaire d'Allemagne établie depuis le XVe siècle en Alsace et qui comptait de nombreux parlementaires. 
Après des études à l’Université de droit de Strasbourg où il présente une thèse sur « les privilèges militaires pécuniaires » en 1749 il accède comme avocat au Conseil souverain d'Alsace à Colmar. Il y obtint en juillet 1755 des provisions pour l'office de substitut du procureur général puis le 22 novembre 1757, de conseiller. 
Il épouse en premières noces, Marie Anne Françoise Amand ou Amann, qui donne naissance, en 1755, au seul fils qu'on lui connaisse, Georges Jacques Louis Goëzman. « Ayant voulu cumuler avec son office auprès d'une juridiction supérieure celui de bailli d'Eschentzwiller, il déplut à la Compagnie où il comptait cependant de nombreux parents et alliés  ».
Aussi, après avoir vendu sa charge en 1773, il s'installe à Paris. C'est surement dans ces années qu'il épouse en secondes noces Gabrielle-Julie Jamart qui devait jouer un rôle important dans l'affaire Goëzman. 
Jurisconsulte érudit et reconnu, il publie en 1768 un Traité du droit commun des fiefs qui est couronné par l'Académie royale des sciences et des arts de Metz dont il devient membre l'année suivante. On lui doit aussi d'autres ouvrages de droit public et d'histoire de l'Alsace. On lui prête une existence aventureuse à Paris.
En 1771 il est nommé au sein du « parlement Maupeou ». C'est à cette occasion qu'il est nommé rapporteur judiciaire dans le procès qui oppose le comte de la Blache à Beaumarchais. Le dénouement n'en est pas heureux puisqu'il est mis hors Cour et il doit se débarrasser de sa charge en 1774.
Goëzman, désavoué en Cour et raillé dans l'opinion, entame une nouvelle carrière, celle d'agent secret pour le gouvernement. Il est successivement chargé de diverses « commissions » à Londres par le secrétaire d'État de la Marine puis par les Affaires étrangères, dans le courant de l'année 1775 et pendant une quinzaine d'années.
Sous le nom emprunté de baron de Thurn, prétextant de son séjour par la composition d'une Histoire de la Guerre d’Amérique, il se livre à l'espionnage et au renseignement. Il surveille les mouvements des bâtiments britanniques et tente d’apprécier la situation économique et politique du royaume, en particulier la chute attendue du ministère North. Il se charge de diverses missions secrètes, transmet des extraits d'ouvrages et de journaux londoniens à Versailles. 
Il est aussi chargé de diverses missions de surveillance des "mauvais français" installés à Londres, à l'instar de Simon-Nicolas-Henri Linguet. C'est sous les noms de Lerchenberg, de baron de Thurn ou de John Williams qu'il signe des dépêches, apparemment prisées dans un premier temps, puis avec le temps, considérées comme vagues et imprécises. Son correspondant principal est le maréchal de camp Baudouin.
Pendant la guerre d'Indépendance, il séjourne un moment à Ostende, craignant pour sa sécurité. 
Dans ses voyages, son fils Georges, formé au régiment de Royal-Bavière, l'accompagne.
Mais à partir de l’été 1781, la confiance du gouvernement en ses bons services vacille, Lenoir ainsi juge sa conduite suspecte : on lui prête des liaisons malhonnêtes avec lord Shelburne et avec Charles James Fox. Au-delà, il est accusé de complicité avec le libraire David Boissière qui distribue des ouvrages clandestins en France. Mais on continue à lui verser une pension. Durant l'été 1783, son retour en France est évoqué et au même moment, il livre un Mémoire à Franklin pour l'informer de son projet de s'établir en Amérique pour y cultiver la vigne. Apparemment, il devait regagner la France seulement quelques années plus tard, tout en continuant probablement de servir sous les ordres du comte de Montmortin.
Suspecté sous la Terreur, jugé lors de la « conspiration des prisons », il meurt guillotiné à Paris, le 7 thermidor an II (25 juillet 1794).

## Œuvres
- Traité du droit des fiefs, contenant les principes du droit féodal, avec la jurisprudence qui a lieu dans les pays qui sont régis par le droit commun des fiefs, et notamment en Alsace ... terminé par un dictionnaire féodal, Paris, Des Ventes de Ladoue, 1768, 2 v.
- Essais historiques sur le sacre et le couronnement des rois de France, les minorités et les régences, 1775.
- Essais politiques sur l'autorité, et les richesses que le clergé séculier et régulier ont acquises depuis leur établissement, (s. l.), 1776.
- Histoire politique du gouvernement français, ou Les quatre âges de la monarchie française, Paris, Grangé, 1777.
- On ne sait si son Histoire de la guerre d'Amérique, aussi connue sous le titre Relations fidèle et impartiale de la dernière guerre fut imprimée, mais il en existe un prospectus.

## Sources
- Répertoire, ou Almanach historique de la Révolution française ... , 1797 – 1798, Lefort, vol. I., p. 213.
- Archives des Affaires étrangères, Correspondance Politique Angleterre, v. 514 ; v. 536 ; v. 538 ; v. 541 ; 542 ; v. 543; v. 545.